# Castle on the Hill
"Castle on the Hill" là bài hát của nam ca sĩ kiêm nhạc sĩ người Anh Ed Sheeran. Bài hát được phát hành dưới dạng kỹ thuật số vào ngày 6 tháng 1 năm 2017 với vai trò là một trong hai đĩa đơn chủ đạo của album phòng thu thứ ba của Sheeran mang tên ÷ (2017) cùng với "Shape of You". "Castle on the Hill" được viết và sản xuất bởi Ed Sheeran và Benny Blanco.

## Bối cảnh
Chủ đề bài hát nói về Framlingham, quê nhà của Ed Sheeran, cùng với những ký ức về những lần 'hút thuốc lá cuốn bằng tay' hay 'say khướt cùng bạn bè', trải qua quãng đời niên thiếu tại nơi đây. Lâu đài được nhắc tới trong bài hát là Lâu đài Framlingham, nơi mà Sheeran được mời tới biểu diễn vào tháng 1 năm 2017.

## Ý kiến phê bình
Jon Caramanica của The New York Times nhận định rằng "'Castle on the Hill' có kết cấu ghi-ta mạnh mẽ kiểu U2 cùng lời bài hát hoài niệm về những người đã góp phần tạo nên con người anh ngày hôm nay." Taylor Weatherby của Billboard cho rằng "'Castle on the Hill' toát lên chất nhạc của Train với giai điệu nhanh và đầy nội lực góp phần làm nên đoạn điệp khúc phi thường đúng chất Sheeran của các đĩa đơn trước đây. Nói cách khác Sheeran đang muốn tuyên bố rằng anh ấy đã trở lại với phong cách đầy thuyết phục của mình." Jeremy Gordon của Spin nhìn nhận tích cực khi bình luận rằng ca khúc "có phần giống với âm nhạc [...] mà Coldplay thể hiện tại Wembley hay các khán phòng lớn. Còn có đoạn lời bài hát về những lần vừa lái xe trên con đường nông thôn vừa lắng nghe 'Tiny Dancer' của Elton John, bởi vì Ed Sheeran từng một lần xem Almost Famous." Adam Starkey của trang Metro nhận xét rằng bài hát có "'âm hưởng của Mumford & Sons với những tiếng trống lên dần và đoạn điệp khúc vút cao chắc chắn sẽ thuyết phục đám đông khán giả tại các lễ hội âm nhạc."

## Diễn biến xếp hạng
"Castle on the Hill" đứng ở vị trí thứ hai trên UK Singles Chart trong tuần lễ đầu tiên với 193.000 bản được bán ra. CÙng với đó Sheeran còn giành được vị trí số một tại Anh với "Shape of You", thành tích giúp anh trở thành người đầu tiên tong lịch sử bảng xếp hạng Anh Quốc có hai bài hát ra mắt ở cả hai vị trí dẫn đầu trong cùng một tuần. Bài hát duy trì vị trí thứ hai đó thêm một tuần nữa với doanh số 100.000 bản. Tính tới tháng 4 năm 2017, bài hát có trên 1,1 triệu được tiêu thụ tại Anh, trong đó 397.000 là doanh thu từ tải nhạc kỹ thuật số.
Bài hát debut ở vị trí thứ sáu trên Billboard Hot 100 với 171.000 lượt tải và 13 triệu lượt stream trong tuần đầu tiên. Sheeran cũng là nghệ sĩ đầu tiên ra mắt hai bài hát trong top 10 của Hot 100 thu về 335.000 lượt tải và 119 lượt stream tại Mỹ.

## Video âm nhạc

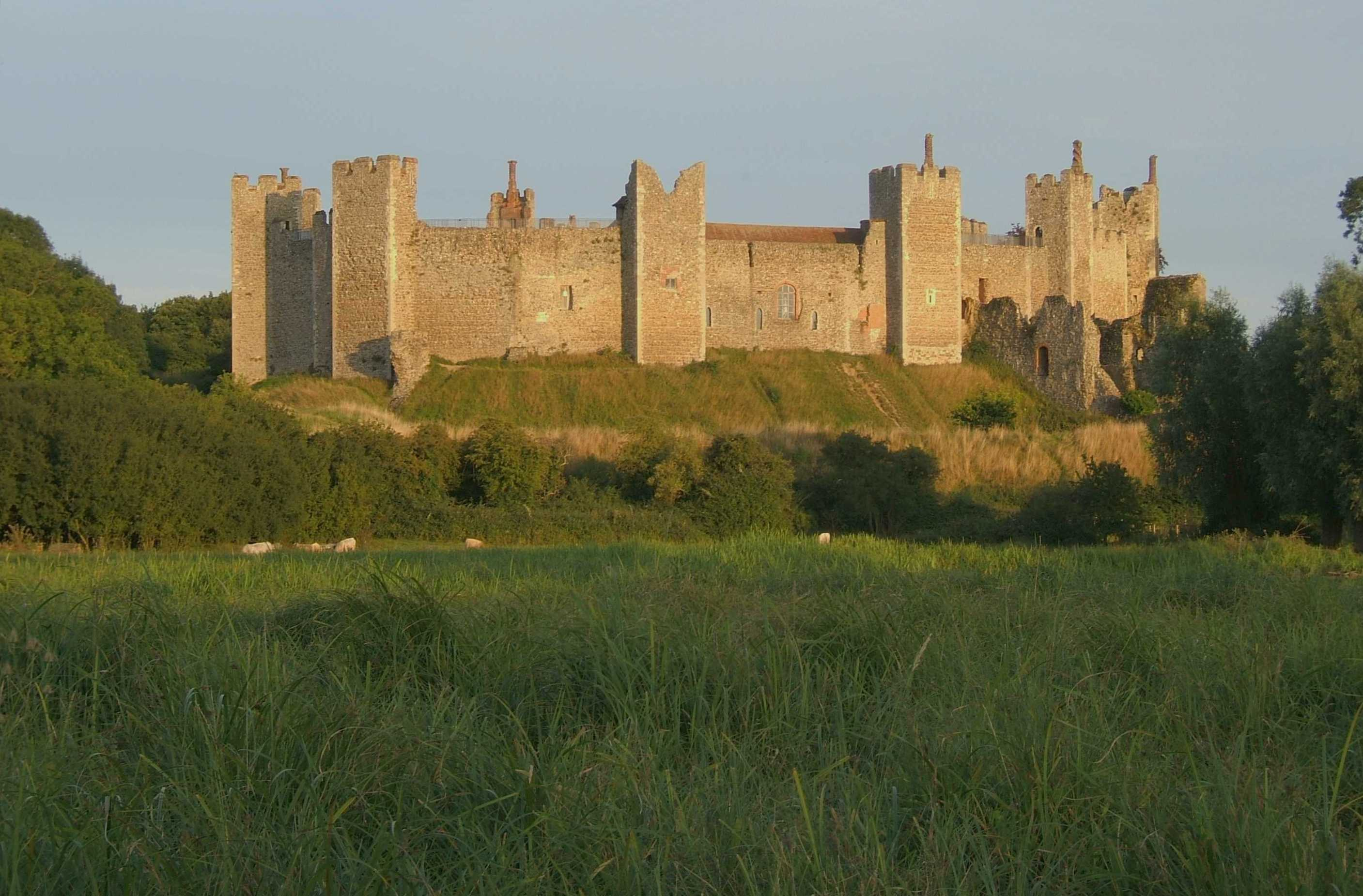
Lâu đài Framlingham được nhắc đến trong bài hát.

Video âm nhạc của bài hát được đăng tải vào ngày 23 tháng 1 năm 2017. Video do George Belfield đạo diễn và Tom Gardner sản xuất, với chủ đề là thời niên thiếu của Ed Sheeran. Video được quay tại nhiều địa điểm thuộc Suffolk như Framlingham, những đầm lầy ở Boyton, Sân vận động Mildenhall và Felixstowe. Cảnh cuối cùng chiếu hình ảnh của lâu đài Framlingham. Ed Sheeran phát biểu trên The Graham Norton Show rằng anh chàng đóng vai anh trong video học cùng trường trung học Thomas Mills với Sheeran. Tính đến 1 tháng 6 năm 2017, video có trên 175 lượt xem trên YouTube.

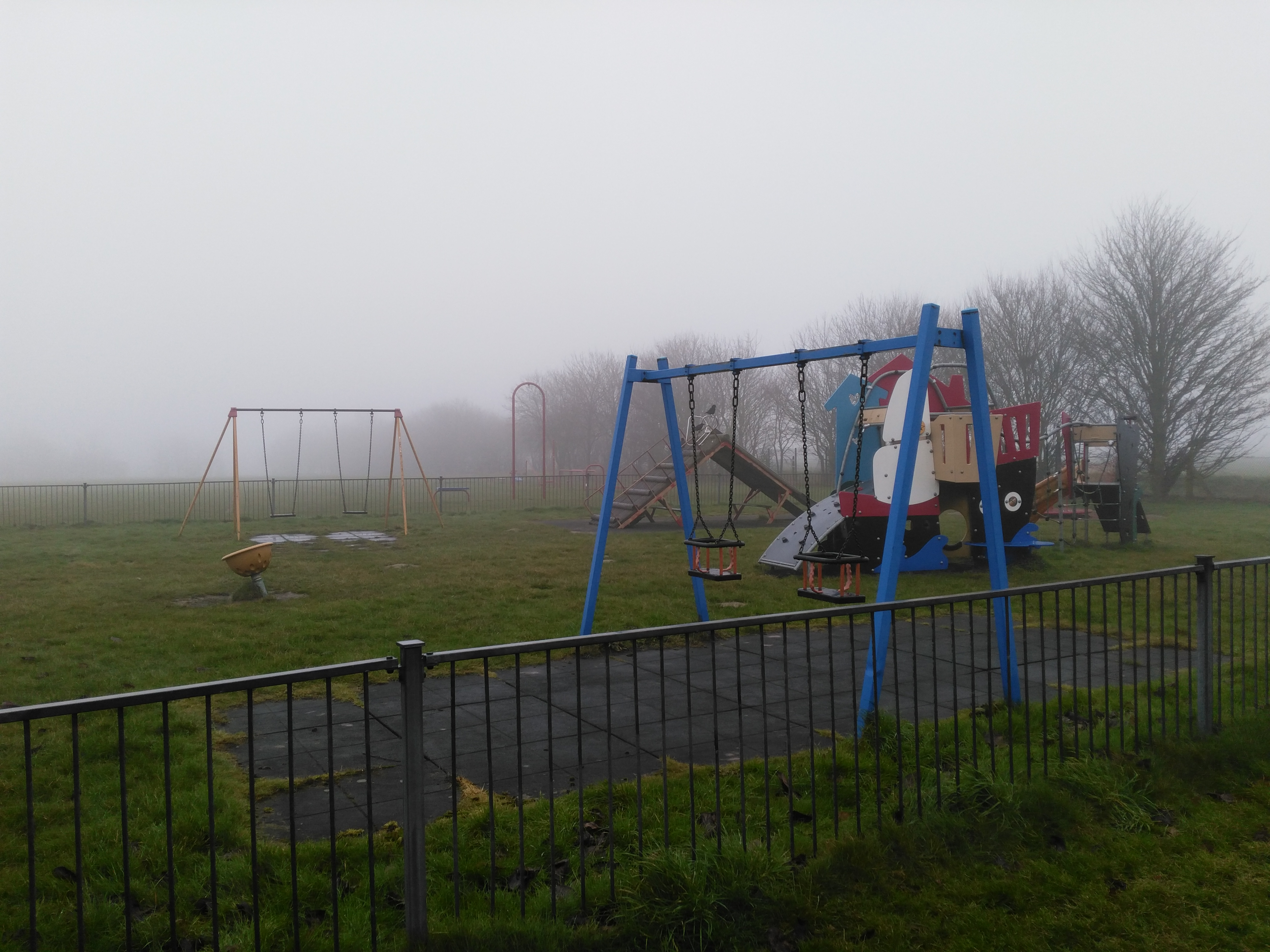
Enclosed children's play area at Eastward Ho!, Felixstowe. Location is featured in the music video.

## Danh sách track
- Tải kỹ thuật số[18]

1. "Castle on the Hill" – 4:21

- Tải kỹ thuật số – Acoustic[19]

1. "Castle on the Hill" (Acoustic) – 3:46

- Tải kỹ thuật số – Live at the BRITs[20]

1. "Castle on the Hill" (Live at the BRITs) – 1:47

- Đĩa đơn CD Đức[21]

1. "Castle on the Hill" – 4:21
2. "Castle on the Hill" (Acoustic) – 3:46

- Tải kỹ thuật số – Seeb remix[22]

1. "Castle on the Hill" (Seeb remix) – 3:51

## Xếp hạng
| Bảng xếp hạng (2017)                            | Vị trí cao nhất |
| ----------------------------------------------- | --------------- |
| Úc (ARIA)                                       | 2               |
| Áo (Ö3 Austria Top 40)                          | 2               |
| Bỉ (Ultratop 50 Flanders)                       | 2               |
| Bỉ (Ultratop 50 Wallonia)                       | 25              |
| Canada (Canadian Hot 100)                       | 2               |
| Canada AC (Billboard)                           | 5               |
| Canada CHR/Top 40 (Billboard)                   | 8               |
| Canada Hot AC (Billboard)                       | 6               |
| Cộng hòa Séc (Rádio Top 100)                    | 22              |
| Cộng hòa Séc (Singles Digitál Top 100)          | 2               |
| Đan Mạch (Tracklisten)                          | 2               |
| Châu Âu Digital Songs (Billboard)               | 2               |
| Phần Lan (Suomen virallinen lista)              | 4               |
| Pháp (SNEP)                                     | 3               |
| Trường songid là BẮT BUỘC CHO BẢNG XẾP HẠNG ĐỨC | 2               |
| Hy Lạp Digital Songs (Billboard)                | 4               |
| Hungary (Single Top 40)                         | 3               |
| Hungary (Stream Top 40)                         | 3               |
| Iceland (RÚV)                                   | 1               |
| Ireland (IRMA)                                  | 2               |
| Israel (Media Forest TV Airplay)                | 1               |
| Ý (FIMI)                                        | 3               |
| Nhật Bản (Japan Hot 100)                        | 39              |
| Luxembourg Digital Songs (Billboard)            | 2               |
| Malaysia (RIM)                                  | 10              |
| Mexico Ingles Airplay (Billboard)               | 7               |
| Hà Lan (Dutch Top 40)                           | 4               |
| Hà Lan (Single Top 100)                         | 2               |
| New Zealand (Recorded Music NZ)                 | 2               |
| Na Uy (VG-lista)                                | 3               |
| Philippines (Philippine Hot 100)                | 56              |
| Ba Lan (Polish Airplay Top 100)                 | 29              |
| Bồ Đào Nha (AFP)                                | 3               |
| Nga Airplay (Tophit)                            | 92              |
| Scotland (OCC)                                  | 1               |
| Slovakia (Rádio Top 100)                        | 43              |
| Slovakia (Singles Digitál Top 100)              | 2               |
| Slovenia (SloTop50)                             | 16              |
| Tây Ban Nha (PROMUSICAE)                        | 2               |
| Thụy Điển (Sverigetopplistan)                   | 2               |
| Thụy Sĩ (Schweizer Hitparade)                   | 2               |
| Anh Quốc (OCC)                                  | 2               |
| Hoa Kỳ Billboard Hot 100                        | 6               |
| Hoa Kỳ Adult Contemporary (Billboard)           | 14              |
| Hoa Kỳ Adult Pop Airplay (Billboard)            | 3               |
| Hoa Kỳ Dance/Mix Show Airplay (Billboard)       | 16              |
| Hoa Kỳ Dance Club Songs (Billboard)             | 2               |
| Hoa Kỳ Pop Airplay (Billboard)                  | 10              |
| Hoa Kỳ Rock Airplay (Billboard)                 | 40              |

## Chứng nhận
| Quốc gia | Chứng nhận  | Số đơn vị/doanh số chứng nhận |
| --- | ----------- | ----------------------------- |
| Úc (ARIA) | 4× Bạch kim | 280.000‡                      |
| Áo (IFPI Áo) | Vàng        | 15.000‡                       |
| Bỉ (BEA) | Bạch kim    | 0‡                            |
| Canada (Music Canada) | 3× Bạch kim | 0*                            |
| Đan Mạch (IFPI Đan Mạch) | Bạch kim    | 90.000‡                       |
| Pháp (SNEP) | Bạch kim    | 150.000‡                      |
| Đức (BVMI) | Vàng        | 150.000‡                      |
| Ý (FIMI) | 2× Bạch kim | 100.000‡                      |
| New Zealand (RMNZ) | 2× Bạch kim | 60.000‡                       |
| Ba Lan (ZPAV) | 2× Bạch kim | 40.000‡                       |
| Tây Ban Nha (PROMUSICAE) | Bạch kim    | 40.000‡                       |
| Thụy Điển (GLF) | 4× Bạch kim | 80.000‡                       |
| Anh Quốc (BPI) | 2× Bạch kim | 1.200.000                     |
| Hoa Kỳ (RIAA) | Bạch kim    | 1.000.000‡                    |
| * Chứng nhận dựa theo doanh số tiêu thụ. ^ Chứng nhận dựa theo doanh số nhập hàng. ‡ Chứng nhận dựa theo doanh số tiêu thụ và phát trực tuyến. |             |                               |

## Lịch sử phát hành
| Khu vực  | Ngày                | Định dạng               | Phiên bản          | Hãng đĩa | Nguồn  |
| -------- | ------------------- | ----------------------- | ------------------ | -------- | ------ |
| Anh Quốc | 6 tháng 1 năm 2017  | Contemporary hit radio  | Gốc                | Asylum   | [ 85 ] |
| Hoa Kỳ   | 16 tháng 1 năm 2017 | Adult album alternative | Gốc                | Atlantic | [ 86 ] |
| Anh Quốc | 10 tháng 2 năm 2017 | Tải kỹ thuật số         | Acoustic           | Asylum   | [ 19 ] |
| Hoa Kỳ   | 22 tháng 2 năm 2017 | Tải kỹ thuật số         | Trực tiếp tại BRIT | Asylum   | [ 20 ] |
| Đức      | 24 tháng 2 năm 2017 | Đĩa đơn CD              | Gốc                | Asylum   | [ 21 ] |
| Hoa Kỳ   | 12 tháng 4 năm 2017 | Hot adult contemporary  | Gốc                | Atlantic | [ 13 ] |
| Hoa Kỳ   | 18 tháng 4 năm 2017 | Contemporary hit radio  | Gốc                | Atlantic | [ 87 ] |